# Juturnia
Juturnia is een geslacht van weekdieren uit de klasse van de Gastropoda (slakken).

## Soorten
- Juturnia brunei (D. W. Taylor, 1987)
- Juturnia coahuilae (D. W. Taylor, 1966)